# Équipe des Îles Salomon féminine de football
Cet article traite de l'équipe féminine. Pour l'équipe masculine, voir Équipe des Îles Salomon de football.
Maillots
L'équipe des Îles Salomon féminine de football est placée sous l'égide de la Fédération des Salomon de football.

## Parcours enCoupe d'Océanie
- 2007 : 4e
- 2010 : 4e
- 2022 :  3e
- 2025 :  Vainqueur

## Parcours auxJeux du Pacifique
- 2007 : 1er tour Groupe A
- 2011 : 1er tour Groupe A
- 2015 : 1er tour Groupe A
- 2019 : 1er tour Groupe B
- 2023 : 6e

## Statistiques

### Classement FIFA
| Année              | 2007 | 2008 | 2009 | 2010 | 2011 | 2012 | 2013 | 2014 | 2015 | 2016 | 2017 | 2018 |
| ------------------ | ---- | ---- | ---- | ---- | ---- | ---- | ---- | ---- | ---- | ---- | ---- | ---- |
| Classement mondial | 97   | 92   | 92   | 98   | 97   | 93   | 118  | 133  | 110  | 101  | 119  | 110  |
| Classement OFC     | 6    | 6    |      | 6    | 6    | 6    |      |      | 7    | 7    |      |      |

### Matchs disputés
| Date               | Lieu                                   | Équipe       | Résultat | Adversaire                |
| ------------------ | -------------------------------------- | ------------ | -------- | ------------------------- |
| 20 avril 2004      | ---                                    | Îles Salomon | 0-0      | Papouasie-Nouvelle-Guinée |
| 22 avril 2004      | ---                                    | Îles Salomon | 0-13     | Australie                 |
| 9 avril 2007       | Auckland Nouvelle-Zélande              | Îles Salomon | 1-6      | Papouasie-Nouvelle-Guinée |
| 11 avril 2007      | Auckland Nouvelle-Zélande              | Îles Salomon | 0-8      | Nouvelle-Zélande          |
| 13 avril 2007      | Auckland Nouvelle-Zélande              | Îles Salomon | 0-0      | Tonga                     |
| 28 août 2007       | Apia Samoa                             | Îles Salomon | 0-4      | Papouasie-Nouvelle-Guinée |
| 30 août 2007       | Apia Samoa                             | Îles Salomon | 1-1      | Îles Cook                 |
| 1er septembre 2007 | Apia Samoa                             | Îles Salomon | 3-0      | Samoa américaines         |
| 3 septembre 2007   | Apia Samoa                             | Îles Salomon | 0-3      | Fidji                     |
| 30 septembre 2010  | Auckland Nouvelle-Zélande              | Îles Salomon | 4-0      | Tonga                     |
| 2 octobre 2010     | Auckland Nouvelle-Zélande              | Îles Salomon | 1-2      | Papouasie-Nouvelle-Guinée |
| 4 octobre 2010     | Auckland Nouvelle-Zélande              | Îles Salomon | 0-0      | Fidji                     |
| 6 octobre 2010     | Auckland Nouvelle-Zélande              | Îles Salomon | 0-8      | Nouvelle-Zélande          |
| 8 octobre 2010     | Auckland Nouvelle-Zélande              | Îles Salomon | 0-2      | Îles Cook                 |
| 27 août 2011       | Nouméa Nouvelle-Calédonie              | Îles Salomon | 0-3      | Nouvelle-Calédonie        |
| 31 août 2011       | Nouméa Nouvelle-Calédonie              | Îles Salomon | 0-2      | Tahiti                    |
| 2 septembre 2011   | Nouméa Nouvelle-Calédonie              | Îles Salomon | 4-0      | Samoa américaines         |
| 4 septembre 2011   | Nouméa Nouvelle-Calédonie              | Îles Salomon | 0-1      | Papouasie-Nouvelle-Guinée |
| 6 juillet 2015     | Port Moresby Papouasie-Nouvelle-Guinée | Îles Salomon | 1-8      | Nouvelle-Calédonie        |
| 8 juillet 2015     | Port Moresby Papouasie-Nouvelle-Guinée | Îles Salomon | 0-2      | Tonga                     |
| 11 juillet 2015    | Port Moresby Papouasie-Nouvelle-Guinée | Îles Salomon | 1-2      | Samoa                     |

### Bilan
| Rang | Équipe  | Pts | J  | G | N | P  | Bp | Bc | Diff |
| ---- | ------- | --- | -- | - | - | -- | -- | -- | ---- |
| #    | Salomon | 12  | 21 | 3 | 4 | 14 | 16 | 65 | -49  |

### Les 11 meilleures buteuses
| Rang | Joueur          | Buts | Sél. | Première sélection | Dernière sélection |
| ---- | --------------- | ---- | ---- | ------------------ | ------------------ |
| 1    | Laydah Samani   | 4    | 16   | 2007               | 20..               |
| 2    | Betty Maenu'u   | 2    | 9    | 2010               | 20..               |
| 3    | Saeni           | 1    | 5    | 2010               | 20..               |
| 4    | Pegi            | 1    | 5    | 2010               | 20..               |
| 5    | Misibini        | 1    | 5    | 2010               | 20..               |
| 6    | Prudence Fula   | 1    | 7    | 2007               | 20..               |
| 7    | Crystal Annie   | 1    | 7    | 2007               | 20..               |
| 8    | Diane Jusuts    | 1    | 7    | 2007               | 20..               |
| 9    | Margaret Daudau | 1    | 7    | 2015               | 20..               |
| 10   | Cathy Aihunu    | 1    | 5    | 2015               | 20..               |
| 11   | Merina Joe      | 1    | 5    | 2015               | 20..               |